# Serra-di-Ferro
Pour les articles homonymes, voir Serra et Ferro.
Serra-di-Ferro est une commune française située dans la circonscription départementale de la Corse-du-Sud et le territoire de la collectivité de  Corse.

## Géographie

### Situation
Serra-di-Ferro appartient à la microrégion du Valinco. Son territoire se situe sur la rive nord du golfe de Propriano, entre Coti-Chiavari à l'ouest et Sollacaro/Olmeto à l'est.
Communes limitrophes

### Géologie et relief
Serra-di-Ferro est dans la Corse Hercynienne ancienne (ou occidentale) couvrant les 2/3 sud-ouest de l’île. Son territoire repose sur un socle de granites monzonitiques porphyroïdes.
Il occupe la terminaison en mer d'un chaînon montagneux secondaire s'épaulant au Monte Renoso (2 352 m) sur la chaîne centrale de la Corse et déclinant via la Punta Scaldasole (2 101 m), la Punta Vacajo (1 759 m), la Punta Petra Mala (1 674 m), la Punta Corbajola (1 335 m), la Punta Mantellucciu (1 679 m), la Punta di Forca d'Olmu (1 646 m), la Punta d'Urghjavari (1 275 m), la Punta di Sarracinaggio (1 162 m), le col Saint-Georges (757 m), la Punta di Ballatoju (759 m) et la Punta di Santa Degna (563 m), sommet « à cheval » sur Serra-di-Ferro et Cognocoli-Monticchi.
Sur cette terminaison, à une altitude de 571 m, s'articule un petit chaînon collinaire orienté dans un axe NE - SW. À l'ouest de celui-ci coule le Butturacci tributaire de la mer Méditerranée, dans la baie de Cupabia. Son lit délimite la commune jusqu'à son extrémité septentrionale avec celle de Coti-Chiavari. À l'est de la terminaison, c'est le Taravo jusqu'à sa confluence avec le ruisseau de Favale, qui sépare la commune avec celles de Sollacaro et d'Olmeto. Quant au ruisseau de Favale, le bas de son cours est partagé entre Serra-di-Ferro et Cognocoli-Monticchi.
Le sud-est communal est sa partie plaine qui comporte une zone humide : l'étang de Tanchiccia.

### Hydrographie
Le Taravo est le principal cours d'eau de Serra-di-Ferro. Son cours se situe à l'est communal, en partie sur les communes voisines de Sollacaro et d'Olmeto. Le fleuve se jette dans le golfe de Valinco, au sud de la plage du Taravo. Sur cette fin de parcours, il reçoit les eaux de quelques cours d'eau dont celles du ruisseau d'Ortiesa long de 5 581 m.
À l'ouest coule le ruisseau de Butturacci long de 11 866 m. Il est alimenté peu avant son embouchure sur la plage de Cupabia (Coti-Chiavari) par le ruisseau de Vesco Vecchio long de 6 399 m.

### Voies de communication et transports

#### Accès routiers

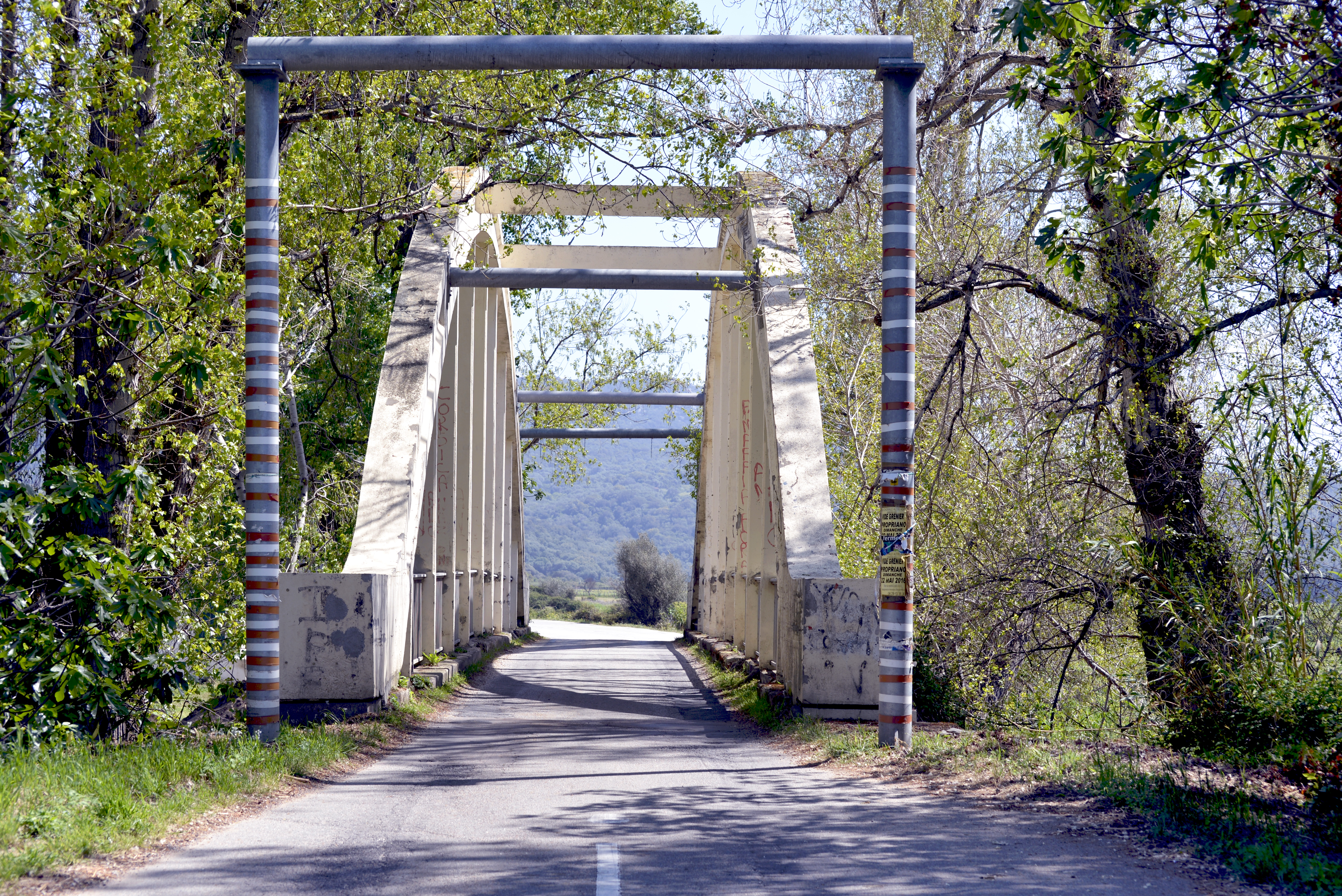
Pont Caitucoli

Plusieurs routes donnent accès aux villages et hameaux de Serra-di-Ferro :
- venant du nord, la route D55 fait jonction à la bocca di Gradello (altitude 529 m) avec la D355 qui dessert Tassinca, Petra Rossa et s'arrête à Favalella où a lieu sa jonction avec la route D757 ;
- venant du nord-est, de Cognocoli-Monticchi, Pila-Canale et plus loin, la D757 emprunte le territoire communal pour se terminer à Porto Pollo ;
- venant du sud-est, d'Olmeto, et plus loin Propriano par la route territoriale 40, la route D157 rejoint la D757 à Favalella, après le franchissement du pont de Caitucoli.
- La D155 qui démarre de la D757, mène au village de Serra-d-Ferro et se prolonge sur celui de Coti-Chiavari.

## Urbanisme

### Typologie
Au 1er janvier 2024, Serra-di-Ferro est catégorisée commune rurale à habitat très dispersé, selon la nouvelle grille communale de densité à sept niveaux définie par l'Insee en 2022.
Elle est située hors unité urbaine et hors attraction des villes,.
La commune, bordée par la mer Méditerranée, est également une commune littorale au sens de la loi du 3 janvier 1986, dite loi littoral. Des dispositions spécifiques d’urbanisme s’y appliquent dès lors afin de préserver les espaces naturels, les sites, les paysages et l’équilibre écologique du littoral, tel le principe d'inconstructibilité, en dehors des espaces urbanisés, sur la bande littorale des 100 mètres, ou plus si le plan local d’urbanisme le prévoit.

### Occupation des sols
L'occupation des sols de la commune, telle qu'elle ressort de la base de données européenne d’occupation biophysique des sols Corine Land Cover (CLC), est marquée par l'importance des forêts et milieux semi-naturels (65,9 % en 2018), néanmoins en diminution par rapport à 1990 (68,1 %). La répartition détaillée en 2018 est la suivante :
milieux à végétation arbustive et/ou herbacée (49,4 %), zones agricoles hétérogènes (21,1 %), forêts (14,4 %), prairies (7,5 %), terres arables (2,5 %), espaces ouverts, sans ou avec peu de végétation (2,1 %), cultures permanentes (1 %), zones urbanisées (0,9 %), zones humides intérieures (0,8 %), eaux maritimes (0,4 %). L'évolution de l’occupation des sols de la commune et de ses infrastructures peut être observée sur les différentes représentations cartographiques du territoire : la carte de Cassini (XVIIIe siècle), la carte d'état-major (1820-1866) et les cartes ou photos aériennes de l'IGN pour la période actuelle (1950 à aujourd'hui).

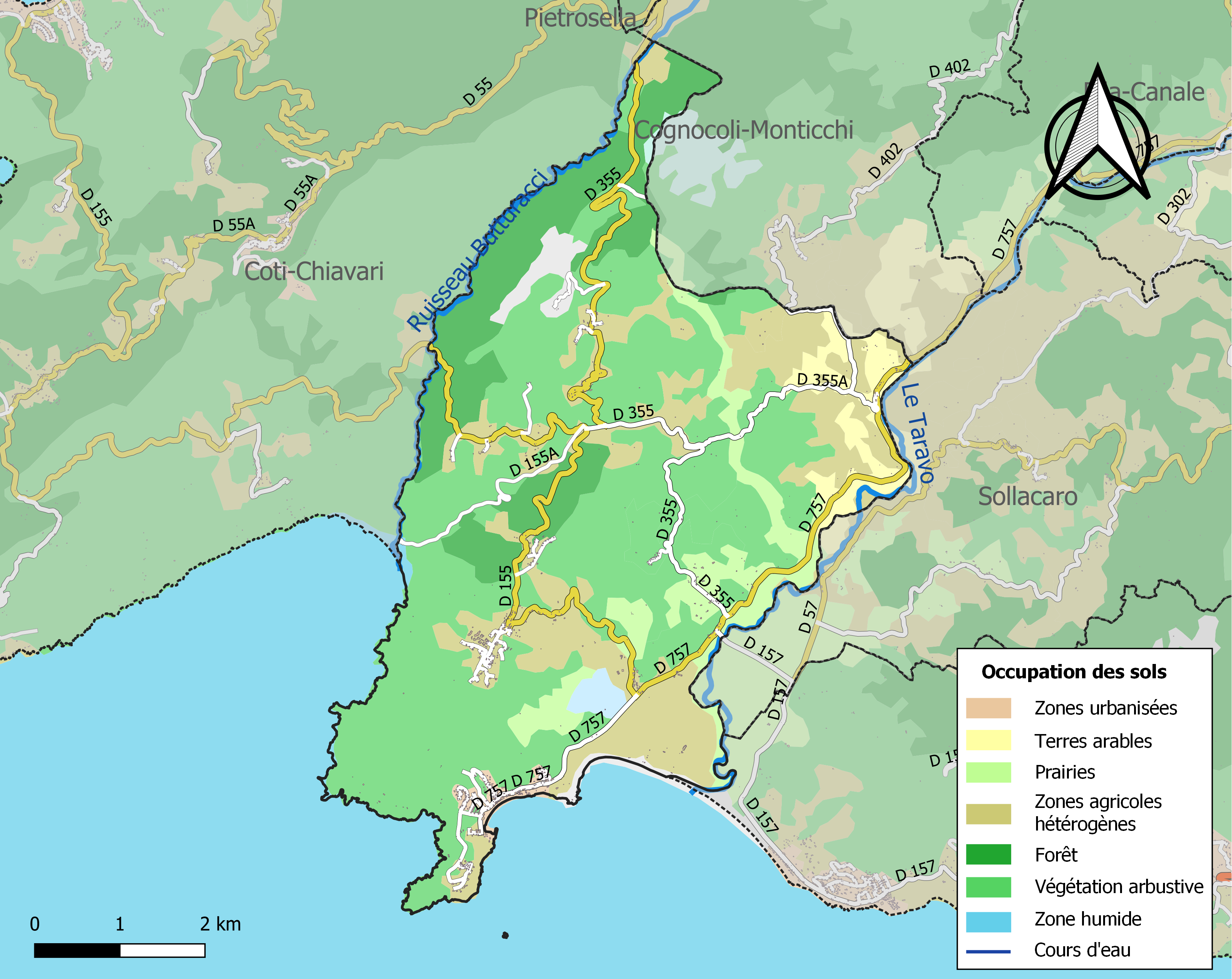
Carte des infrastructures et de l'occupation des sols de la commune en 2018 (CLC).

### Porto Pollo

Le port de Porto-Pollo

Porto-Pollo (Portipoddu en langue corse) est le hameau de la commune de Serra di Ferro, situé à 18 km de Propriano, sur le golfe de Valinco. L'hiver passé, ce petit port devient une station balnéaire avec de nombreux campings, hôtels et commerces. On y pratique notamment la plongée. Les petites mais nombreuses plages sont abritées du large.

### Tassinca
Tassinca a été créé par les habitants de Tasso.

### Stiliccione
Stiliccione a été créé par les habitants de Palneca.

### Petra Rossa
Petra Rossa a été créé par les habitants de Ciamannacce.

## Histoire

### Préhistoire
Le site préhistorique de Basi, près du hameau de Stiliccione, constitue l'un des sites majeurs de la Préhistoire récente corse. Découvert dans les années 1960 lors de sa destruction partielle par des carrières de granite, il a été d'abord sondé entre 1968 et 1971 par Gérard Bailloud, grand néolithicien français, à la demande de Roger Grosjean. Les sondages de Bailloud montrent que le site a été occupé depuis le tout début du Néolithique jusqu'à l'âge du Bronze, soit une séquence proche de celles de Filitosa ou du Monti Barbatu. Le matériel archéologique issu de ces sondages est aujourd'hui présenté au Musée de Sartène. G. Bailloud a notamment pu montrer l'existence d'un faciès culturel encore inconnu en Corse, daté autour de 4000 ans avant notre ère (Néolithique récent), et qu'il proposa d'appeler « Basien ». Depuis 2015, l'archéologue Thomas Perrin conduit de nouvelles recherches archéologiques programmées soutenues par le Ministère de la Culture et la Communauté territoriale de Corse, afin de mieux documenter ces diverses occupations qui n'avaient été qu'effleurées par les sondages précédents.
Il existe par ailleurs une ou des statues menhirs dont la plus connue s'appelle « Le paladin ».

### Antiquité
À la période romaine a existé un port, situé non pas à l'emplacement du port de plaisance actuel, mais près de l'embouchure du Taravo, laquelle était vraisemblablement un à deux kilomètres à l'intérieur. La tradition orale affirme que les fondations de ces constructions romaines existeraient.

### Moyen Âge
De la période des raids maures ou sarrasins demeure peut-être toujours selon la tradition orale, le nom même de la commune Serra di Ferro : en corse A Sarra di Farru où disaient certains anciens, A Sarra di u Farru, ce qui pourrait signifier symboliquement la présence d'un camp fortifié, la crête de fer. La présence de lieux d'habitat sinon permanents du moins relativement durables semble attestée par la toponymie de divers villages de la vallée.
La lutte contre ces raids a laissé une tour dite génoise en bon état, et une autre entièrement ruinée dont seuls demeurent les fondements.

### Temps modernes
La commune de Serra di Ferro a été constituée seulement le 1er février 1878, sur le hameau central du Taravo dépendant de Zicavo. Cette création visait à donner une administration propre à une population occupant ce territoire dans le cadre d'une économie essentiellement pastorale et secondairement de culture. De ce fait sa population est composée à l'origine et aujourd'hui encore de familles ou de leurs enfants provenant de divers villages de la vallée du Taravo, regroupés selon l'origine dans les différents hameaux qui cloutent le territoire communal.

### Époque contemporaine
1954 - Le canton de Sainte-Marie-Sicché est composé avec les communes de Albitreccia, Azilone-Ampaza, Campo, Cognocoli-Montichi, Coti-Chiavari, Forciolo, Frasseto, Grosseto-Prugna, Guargualè, Pietrosella, Pila-Canale, Quasquara, Santa-Maria-Sicché, Serra-di-Ferro, Urbalacone et Zigliara.

## Politique et administration

### Liste des maires
| Période    | Période  | Identité           | Étiquette | Qualité                                          |
| ---------- | -------- | ------------------ | --------- | ------------------------------------------------ |
| avant 1941 | ?        | Joseph Mondoloni   |           | Révoqué par le Gouvernement de Vichy             |
| 1947       | 1989     | Jean-Baptiste Tomi |           | Conseiller Général                               |
| 1989       | 2020     | Antoine Giorgi     | UMP-LR    | Retraité Conseiller exécutif chargé du tourisme. |
| 2020       | En cours | Jean Alfonsi       |           |                                                  |

## Population et société

### Démographie
L'évolution du nombre d'habitants est connue à travers les recensements de la population effectués dans la commune depuis 1881. Pour les communes de moins de 10 000 habitants, une enquête de recensement portant sur toute la population est réalisée tous les cinq ans, les populations de référence des années intermédiaires étant quant à elles estimées par interpolation ou extrapolation. Pour la commune, le premier recensement exhaustif entrant dans le cadre du nouveau dispositif a été réalisé en 2006.

En 2022, la commune comptait 709 habitants, en évolution de +48,95 % par rapport à 2016 (Corse-du-Sud : +7,61 %, France hors Mayotte : +2,11 %).
| 1881 | 1886 | 1891 | 1896 | 1901 | 1906 | 1911 | 1921 | 1926 |
| ---- | ---- | ---- | ---- | ---- | ---- | ---- | ---- | ---- |
| 547  | 536  | 635  | 657  | 672  | 692  | 760  | 685  | 647  |

| 1931 | 1936 | 1946 | 1954 | 1962 | 1968 | 1975 | 1982 | 1990 |
| ---- | ---- | ---- | ---- | ---- | ---- | ---- | ---- | ---- |
| 535  | 628  | 513  | 448  | 277  | 284  | 334  | 342  | 327  |

| 1999 | 2006 | 2011 | 2016 | 2021 | 2022 | - | - | - |
| ---- | ---- | ---- | ---- | ---- | ---- | - | - | - |
| 352  | 420  | 487  | 476  | 636  | 709  | - | - | - |

### Manifestations culturelles et festivités
- Fête de Porto Pollo le weekend pascal..

## Culture locale et patrimoine

### Lieux et monuments

Monument aux morts

- Monument aux morts

#### Maisons de Serra-di-Ferro
La commune possède un bâti remarquable. 10 maisons datant des XIXe et XXe siècles ont été repérées et étudiées. Elles sont reprises à l'Inventaire général du patrimoine culturel,,,,,,,,,.

#### Tours génoises
Serra-di-Ferro possède sur ses côtes occidentales, à l'ouest de Porto Pollo, trois tours de guet datant toutes trois de la même époque, XVIe siècle (?) comme les autres tours de guet génoises du golfe de Propriano. Proches l'une de l'autre, elles communiquaient à vue entre elles par feux, pour signaler l'approche d'envahisseurs par la mer.

##### Torre Vecchia
C'est une ancienne tour génoise d'observation dont il ne reste que des ruines. Elle avait été bâtie à vue des Punta de Capannella et Punta di Pratarella à l'ouest de Porto Pollo, à une altitude de 142 m proche du lieu-dit Castellu. Cette tour est reprise à l'Inventaire général du patrimoine culturel.

##### Tour de Capriona
La tour de Capriona, à l'état de vestiges, se situe au nord de ce qu'on peut appeler la presqu'île de Porto Pollo, à l'ouest immédiat de l'actuel port. Elle a été bâtie au XVIe siècle (?), à une altitude de 48 m. Son accès est rendu difficile par l'urbanisation récente.

##### Tour de Capannella
La tour génoise de Capannella, la plus septentrionale des trois, se trouvait en surveillance de la baie de Cupabia au sud de laquelle elle se trouve. En bon état, la tour est reprise à l'Inventaire général du patrimoine culturel.

##### Pont de Stiliccione
L'ouvrage à une arche appareillée en claveaux enjambe un affluent du Taravo. Il date du milieu du XIXe siècle. Son tablier est constitué en terre battue. Avec son parapet partiellement effondré, son état est menaçant.Il est à l'Inventaire général du patrimoine culturel.

#### Patrimoine religieux
Plusieurs petites églises ou chapelles ont été construites au milieu du XIXe siècle (?). Elles sont émouvantes, témoignent de la foi, mais aussi par leur rusticité, de la dureté de la vie des habitants. La municipalité et les dons de ses habitants ont permis la restauration depuis une vingtaine d'années.

##### Église paroissiale Sant’Antonu

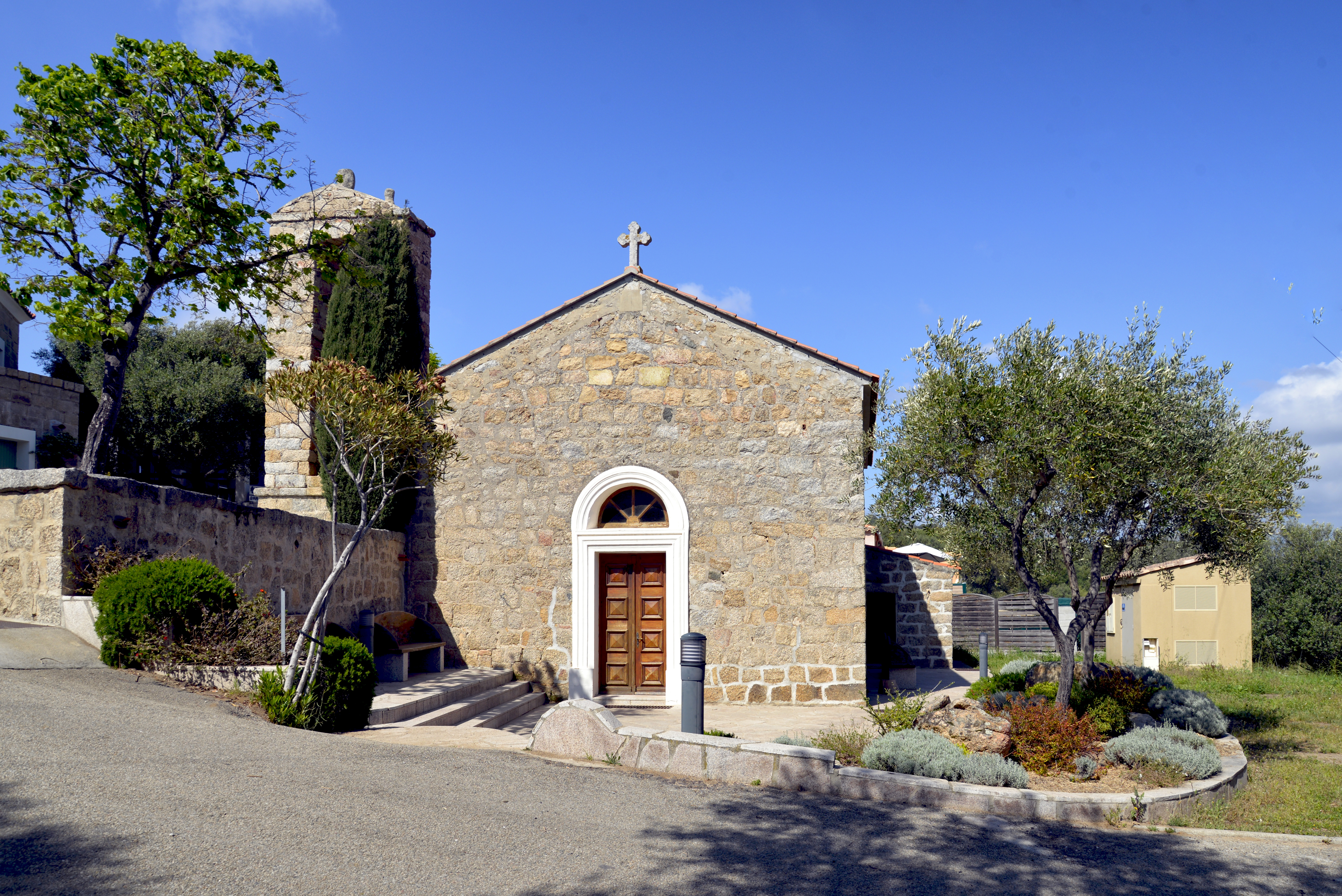
Église paroissiale Sant'Antonu

L'édifice religieux dédié à saint Antoine abbé, date du XIXe siècle, probablement de 1856 peu avant la création de la commune en 1877, à partir de territoires cédés par Santa-Maria-Siché et diverses communes des cantons de Santa-Maria-Siché et de Zicavo. L'église est reprise à l'Inventaire général du patrimoine culturel.

##### Chapelle Saint-Marc de Tassinca
La chapelle San Marcu a été construite sous le Second Empire par les habitants de Tasso comme en témoigne la date de 1858 gravée sur le linteau de la porte d'entrée. Son architecture est identique à celle de l'église Saint-Antoine abbé. L'église est reprise à l'Inventaire général du patrimoine culturel.

##### Chapelle Sainte-Jeanne d'Arcde Porto-Pollo
La chapelle se trouve à Porto Pollo. C'est un édifice de plan allongé avec une nef centrale terminée par une abside en cul-de-four. Elle possède un petit clocher accolé à sa façade latérale occidentale. Construite à la même époque que les deux précédentes, ses façades présentent des pierres de granite apparentes. Sa couverture, également identiques aux précitées, est fait de tuiles rouges. Elle est à l'Inventaire général du patrimoine culturel.

##### Chapelle Saint-Josephde Pietra-Rossa
Cette chapelle se situe au hameau de Petra Rossa. Édifice de plan allongé couvert d'une charpente en bois apparente, elle est dotée d'un clocher-mur à trois cloches. La chapelle est reprise à l'Inventaire général du patrimoine culturel.
Le mobilier et les livres qu'elle renferme sont repris à l'Inventaire général du patrimoine culturel,,,.

### Patrimoine naturel
La commune possède plusieurs témoignages de l'occupation de son territoire à partir du Néolithique et du début de l'Âge du bronze :

#### Basi
Le site préhistorique de Basi est situé à l'est de la commune, à une altitude de 100 m, à environ 1,7 km (distance orthodromique) du site préhistorique e Calanche (Sollacaro), et à moins de 2 km de celui de Filitosa, également sur (Sollacaro). Il est repris à l'Inventaire du patrimoine naturel ;

#### Menhir et dolmen
- un menhir u Paladinu à Suara ;
- un dolmen Tola di u turmentu à Marta.

#### ZNIEFF
La commune est concernée par quatre ZNIEFF  de 2e génération:
Plage et zone humide du bas Taravo et de Tenutella
La zone, d'une superficie de 960 ha de six communes concernées, porte l'appellation ZNIEFF 940004127 - Plage et zone humide du bas Taravo et de Tenutella.
Juniperaie de Porto Pollo
La zone couvre une superficie de 73 ha communaux. Elle porte l'appellation ZNIEFF 940004128 - Juniperaie de Porto Pollo.
Dunes et zone humide de Cupabia
La zone couvre une superficie de 35 ha des communes de Serra-di-Ferro et de Coti-Chiavari. Elle porte l'appellation ZNIEFF 940013114 - Dunes et zone humide de Cupabia.
Punta di Porto Pollo - Punta di Pratarella - Punta di Capannella
La zone couvre 286 ha communaux à l'ouest de Porto Pollo. Elle a pour nom ZNIEFF 940014135 - Punta di Porto Pollo - Punta di Pratarella - Punta di Capannella.

#### Natura 2000
La commune est concernée par deux sites d'Intérêt Communautaire (Dir. Habitat) :
Embouchure du Taravo, plage de Tenutella et étang de Tanchiccia
Constituée d'alluvions fluviatiles, la plaine du Taravo comprend des zones marécageuses d'intérêt floristique et faunistique européen (étang de Tanchiccia et marais de Pistigliolo), un cordon sablonneux avec des groupements végétaux dunaires et l'embouchure du fleuve Taravo où séjourne un poisson rare : la Blennie fluviatile.
D'une superficie de 126 ha, le site est inscrit à l'Inventaire national du patrimoine naturel sous la fiche FR9400610 - Embouchure du Taravo, plage de Tenutella et étang de Tanchiccia.
Junipéraie de Porto Pollo et plage de Cupabia
« La plus belle forêt de Genévriers de Phénicie (Juniperus phoenicea) de Corse - INPN » !
D'une superficie de 323 ha, le site est inscrit à l'Inventaire national du patrimoine naturel sous la fiche FR9400616 - Junipéraie de Porto Pollo et plage de Cupabia.